# Anacithara hebes
Anacithara hebes é uma espécie de gastrópode do gênero Anacithara, pertencente a família Horaiclavidae.